# Championnat d'Angleterre de football de deuxième division 2007-2008
Navigation
Édition précédente Édition suivante
La saison 2007-2008 de FL Championship est la 105e édition de la deuxième division anglaise. La saison commence le 11 août 2007 et s'achève le 24 mai 2008. Le championnat oppose en matches aller-retour, vingt-quatre clubs professionnels, dont trois promus de League One et trois relégués de Premier League.
À la fin de la saison, les deux premiers sont promus en Premier League et les quatre suivants s'affrontent en barrages de promotion. Les trois derniers sont quant à eux relégués en League One.
West Bromwich Albion remporte le championnat et obtient sa promotion en Premier League en compagnie de son dauphin Stoke City. Les deux sont suivis par Hull City qui remporte le barrage.
Leicester City, Scunthorpe United et Colchester United sont quant à eux relégués en League One à l'issue de la saison.

## Clubs participants
| \| Barnsley Blackpool Bristol Burnley Cardiff Charlton Colchester Coventry Crystal Palace Hull Ipswich Leicester Norwich Plymouth Preston QPR Scunthorpe Sheffield Utd Sheffield Wed Southampton Stoke Watford West Brom Wolverhampton \| Localisation des clubs |
| Barnsley Blackpool Bristol Burnley Cardiff Charlton Colchester Coventry Crystal Palace Hull Ipswich Leicester Norwich Plymouth Preston QPR Scunthorpe Sheffield Utd Sheffield Wed Southampton Stoke Watford West Brom Wolverhampton                              |

Légende des couleurs
- Relégué de première division
- Promu de troisième division

| Club                    | D2 depuis | Classement 2006-2007 | Entraîneur       | Stade             | Capacité |
| ----------------------- | --------- | -------------------- | ---------------- | ----------------- | -------- |
| Sheffield United        | 2007      | 18e (PL)             | Kevin Blackwell  | Bramall Lane      | 32 609   |
| Charlton Athletic       | 2007      | 19e (PL)             | Alan Pardew      | The Valley        | 27 111   |
| Watford FC              | 2007      | 20e (PL)             | Aidy Boothroyd   | Vicarage Road     | 19 920   |
| West Bromwich Albion    | 2006      | 4e                   | Tony Mowbray     | The Hawthorns     | 28 003   |
| Wolverhampton Wanderers | 2004      | 5e                   | Mick McCarthy    | Molineux Stadium  | 28 525   |
| Southampton FC          | 2005      | 6e                   | Nigel Pearson    | St Mary's Stadium | 32 689   |
| Preston North End       | 2000      | 7e                   | Alan Irvine      | Deepdale          | 24 500   |
| Stoke City              | 2002      | 8e                   | Tony Pulis       | Britannia Stadium | 28 383   |
| Sheffield Wednesday     | 2005      | 9e                   | Brian Laws       | Hillsborough      | 39 814   |
| Colchester United       | 2006      | 10e                  | Geraint Williams | Layer Road        | 6 320    |
| Plymouth Argyle         | 2004      | 11e                  | Paul Sturrock    | Home Park         | 19 500   |
| Crystal Palace          | 2005      | 12e                  | Neil Warnock     | Selhurst Park     | 26 309   |
| Cardiff City            | 2003      | 13e                  | Dave Jones       | Ninian Park       | 22 008   |
| Ipswich Town            | 2002      | 14e                  | Jim Magilton     | Portman Road      | 30 311   |
| Burnley FC              | 2000      | 15e                  | Steve Cotterill  | Turf Moor         | 22 546   |
| Norwich City            | 2005      | 16e                  | Glenn Roeder     | Carrow Road       | 26 034   |
| Coventry City           | 2001      | 17e                  | Chris Coleman    | Ricoh Arena       | 32 609   |
| Queens Park Rangers     | 2004      | 18e                  | Luigi De Canio   | Loftus Road       | 19 128   |
| Leicester City          | 2004      | 19e                  | Ian Holloway     | Walkers Stadium   | 32 500   |
| Barnsley FC             | 2006      | 20e                  | Simon Davey      | Oakwell Stadium   | 23 009   |
| Hull City               | 2005      | 21e                  | Phil Brown       | KC Stadium        | 25 404   |
| Scunthorpe United       | 2007      | 1er (LO)             | Nigel Adkins     | Glanford Park     | 9 183    |
| Bristol City            | 2007      | 2e (LO)              | Gary Johnson     | Ashton Gate       | 21 497   |
| Blackpool FC            | 2007      | 3e (LO)              | Simon Grayson    | Bloomfield Road   | 9 788    |

## Compétition

### Classement
Le classement est établi sur le barème de points classique (victoire à 3 points, match nul à 1, défaite à 0).
Pour départager les égalités, on tient d'abord compte de la différence de buts générale, puis du nombre de buts marqués, puis des confrontations directes et enfin si la qualification ou la relégation est en jeu, les deux équipes jouent une rencontre d'appui sur terrain neutre.
| Rang | Équipe                  | Pts | J  | G  | N  | P  | Bp | Bc | Diff |
| ---- | ----------------------- | --- | -- | -- | -- | -- | -- | -- | ---- |
| 1    | West Bromwich Albion    | 81  | 46 | 23 | 12 | 11 | 88 | 55 | +33  |
| 2    | Stoke City              | 79  | 46 | 21 | 16 | 9  | 69 | 55 | +14  |
| 3    | Hull City               | 75  | 46 | 21 | 12 | 13 | 65 | 47 | +18  |
| 4    | Bristol City P          | 74  | 46 | 20 | 14 | 12 | 54 | 53 | +1   |
| 5    | Crystal Palace          | 71  | 46 | 18 | 17 | 11 | 58 | 42 | +16  |
| 6    | Watford FC R            | 70  | 46 | 18 | 16 | 12 | 62 | 56 | +6   |
| 7    | Wolverhampton Wanderers | 70  | 46 | 18 | 16 | 12 | 53 | 48 | +5   |
| 8    | Ipswich Town            | 69  | 46 | 18 | 15 | 13 | 65 | 56 | +9   |
| 9    | Sheffield United R      | 66  | 46 | 17 | 15 | 14 | 56 | 51 | +5   |
| 10   | Plymouth Argyle         | 64  | 46 | 17 | 13 | 16 | 60 | 50 | +10  |
| 11   | Charlton Athletic R     | 64  | 46 | 17 | 13 | 16 | 63 | 58 | +5   |
| 12   | Cardiff City            | 64  | 46 | 16 | 16 | 14 | 59 | 55 | +4   |
| 13   | Burnley FC              | 62  | 46 | 16 | 14 | 16 | 60 | 67 | -7   |
| 14   | Queens Park Rangers     | 58  | 46 | 14 | 16 | 16 | 60 | 66 | -6   |
| 15   | Preston North End       | 56  | 46 | 15 | 11 | 20 | 50 | 56 | -6   |
| 16   | Sheffield Wednesday     | 55  | 46 | 14 | 13 | 19 | 54 | 55 | -1   |
| 17   | Norwich City            | 55  | 46 | 15 | 10 | 21 | 49 | 59 | -10  |
| 18   | Barnsley FC             | 55  | 46 | 14 | 13 | 19 | 52 | 65 | -13  |
| 19   | Blackpool FC P          | 54  | 46 | 12 | 18 | 16 | 59 | 64 | -5   |
| 20   | Southampton FC          | 54  | 46 | 13 | 15 | 18 | 56 | 72 | -16  |
| 21   | Coventry City           | 53  | 46 | 14 | 11 | 21 | 52 | 64 | -12  |
| 22   | Leicester City          | 52  | 46 | 12 | 16 | 18 | 42 | 45 | -3   |
| 23   | Scunthorpe United P     | 46  | 46 | 11 | 13 | 22 | 46 | 69 | -23  |
| 24   | Colchester United       | 38  | 46 | 7  | 17 | 22 | 62 | 86 | -24  |

| Légende | Légende                                                       |
| ------- | ------------------------------------------------------------- |
|         | Promu en Premier League                                       |
|         | Qualification pour les barrages d'accession en Premier League |
|         | Relégation en League One                                      |
|         | R : Relégué de Premier League P : Promu de League One         |

### Barrages de promotion
|  | Demi-finale  | Demi-finale    | Demi-finale  | Demi-finale  |              |              | Finale          | Finale          | Finale          | Finale          |
|  |              |                |              |              |              |              |                 |                 |                 |                 |
|  | 10 et 13 mai | 10 et 13 mai   | 10 et 13 mai | 10 et 13 mai |              |              | 24 mai, Wembley | 24 mai, Wembley | 24 mai, Wembley | 24 mai, Wembley |
|  | 5            | Bristol City   | 2            | 2            |              |              | 24 mai, Wembley | 24 mai, Wembley | 24 mai, Wembley | 24 mai, Wembley |
|  | 5            | Bristol City   | 2            | 2            |              |              | 24 mai, Wembley | 24 mai, Wembley | 24 mai, Wembley | 24 mai, Wembley |
|  | 4            | Crystal Palace | 1            | 1            |              |              | 24 mai, Wembley | 24 mai, Wembley | 24 mai, Wembley | 24 mai, Wembley |
|  | 4            | Crystal Palace | 1            | 1            | Bristol City | Bristol City | 0               | 0               |                 |                 |
|  | 11 et 14 mai |                |              |              | Bristol City | Bristol City | 0               | 0               |                 |                 |
|  |              |                | Hull City    | Hull City    | 1            | 1            |                 |                 |                 |                 |
|  | 3            | Hull City      | Hull City    | Hull City    | 1            | 1            | 2               | 4               |                 |                 |
|  | 3            | Hull City      |              |              |              |              |                 | 4               |                 |                 |
|  | 6            | Watford FC     | 0            | 1            |              |              |                 |                 |                 |                 |
|  | 6            | Watford FC     | 0            | 1            |              |              |                 |                 |                 |                 |

## Statistiques
| Position | Nom                 | Club                    | Buts |
| -------- | ------------------- | ----------------------- | ---- |
| 1        | Sylvan Ebanks-Blake | Wolverhampton Wanderers | 24   |
| 2        | Kevin Phillips      | West Bromwich Albion    | 22   |
| 2        | James Beattie       | Sheffield United        | 22   |
| 4        | Stern John          | Southampton FC          | 20   |
| 5        | Kevin Lisbie        | Colchester United       | 17   |
| 6        | Clinton Morrison    | Crystal Palace          | 16   |
| 7        | Liam Lawrence       | Stoke City              | 15   |
| 7        | Ricardo Fuller      | Stoke City              | 15   |
| 9        | Fraizer Campbell    | Hull City               | 14   |
| 10       | Darius Henderson    | Watford FC              | 13   |
| 10       | Andy Gray           | Charlton Athletic       | 13   |
| 10       | Jonathan Walters    | Ipswich Town            | 13   |
| 10       | Dean Windass        | Hull City               | 13   |
| 10       | Martin Paterson     | Scunthorpe United       | 13   |
| 10       | Brian Howard        | Barnsley FC             | 13   |

| Position | Nom                     | Club                    | Passes |
| -------- | ----------------------- | ----------------------- | ------ |
| 1        | Liam Lawrence           | Stoke City              | 15     |
| 2        | Wade Elliott            | Burnley FC              | 13     |
| 2        | Robbie Blake            | Burnley FC              | 13     |
| 4        | Paul Robinson           | West Bromwich Albion    | 12     |
| 5        | Michael McIndoe         | Bristol City            | 11     |
| 6        | Ben Watson              | Crystal Palace          | 10     |
| 6        | Jimmy Floyd Hasselbaink | Cardiff City            | 10     |
| 8        | Andy Keogh              | Wolverhampton Wanderers | 9      |
| 8        | Sylvan Ebanks-Blake     | Wolverhampton Wanderers | 9      |
| 8        | Jonathan Walters        | Ipswich Town            | 9      |
| 8        | Johnnie Jackson         | Colchester United       | 9      |